# Cubanana cristinae
Cubanana cristinae là một loài nhện trong họ Theraphosidae.
Loài này thuộc chi Cubanana. Cubanana cristinae được miêu tả năm 2008 bởi Ortiz. Chúng là loại đặc hữu của Cuba.